# Dajt

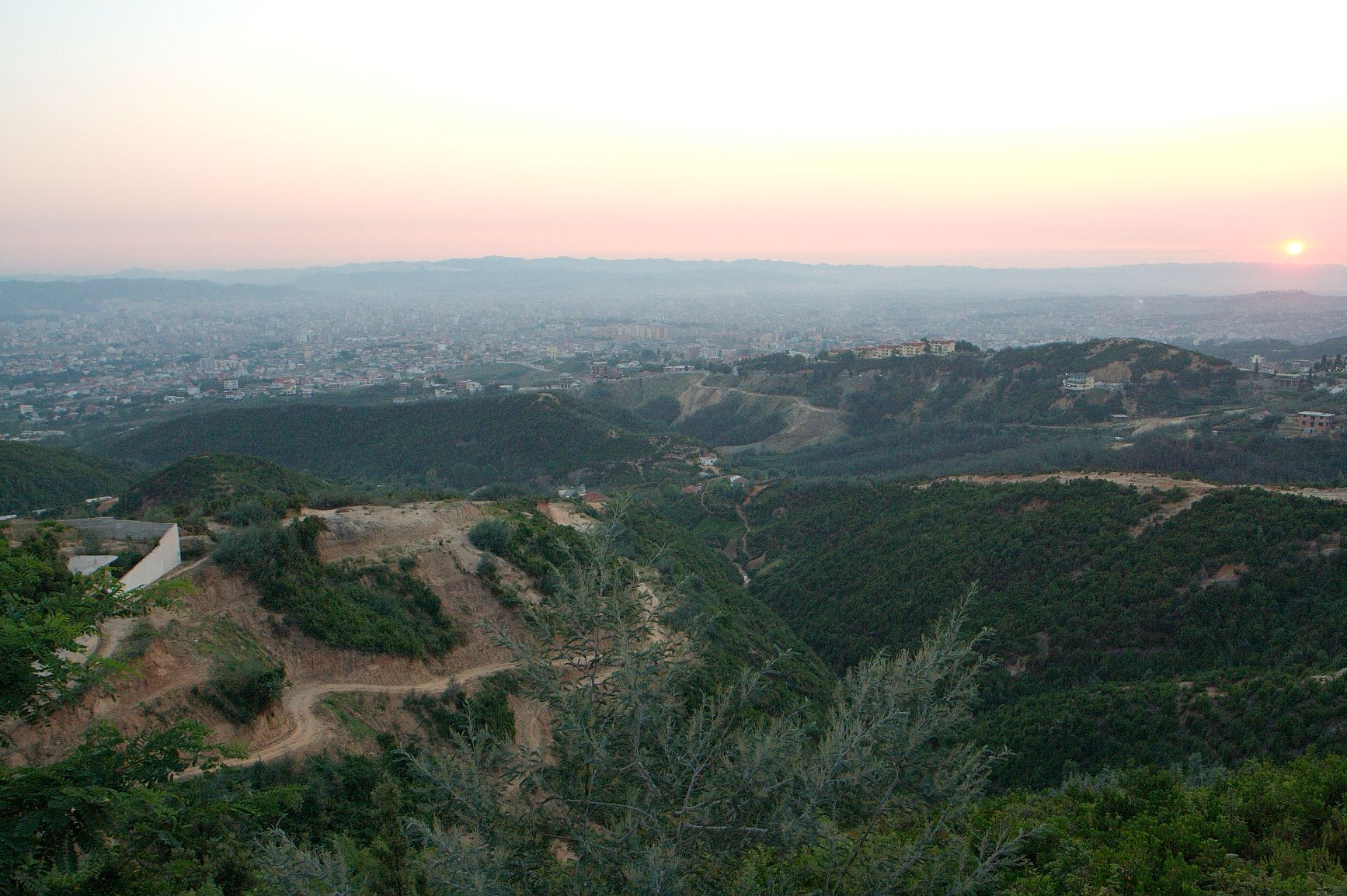
Bei Linza am Westhang des Dajtis

Dajt (albanisch auch Dajti) ist ein Ort in Albanien am östlichen Stadtrand von Tirana, Qark Tirana. Der Ort in der Gemeinde Tirana liegt am Fuß des Berges Dajti (1613 m ü. A.) und hat 15.170 Einwohner (Volkszähliung 2023).
Bis 2015 war Dajt eine eigenständige Gemeinde (komuna). Seither ist es eine Njësia administrative innerhalb der Gemeinde Tirana. Ihr Gebiet umfasst die ganze Westflanke des Bergs Dajti, seine südlichere Ostflanke, im Norden auch noch zwei Dörfer nördlich des Flusses Tirana am Fuße der Maja e Brarit sowie im Süden Teile der Westflanke des Mali i Priskës (1365 m ü. A.) und einige Dörfer an deren Ostseite. Es setzt sich aus den 13 Dörfern Linza, Shishtufina, Tujan, Brrar, Ferraj, Priska e Madhe, Surrel, Lanabregas, Shkalla, Qafëmolla, Darshen, Selba und Murth zusammen.
Die Bevölkerung von Dajt ist in den letzten Jahren explodiert. Die Stadt Tirana hat sich schnell auf die Nachbarorte wie Linza und Brrar ausgedehnt, den ländlichen Charakter verändert. 1989 wurden noch 7536 Einwohner registriert. 2001 waren es 8486 Einwohner nur wenig mehr gewesen. In den nächsten zehn Jahren bis 2011 hat sich die Bevölkerung auf über 20.000 Einwohner verdoppelt. In den darauffolgenden Jahren bis 2023 kamen nochmals 15.000 Menschen dazu. Damit ist Dajt die zwölftgrößte Njësia administrative des Landes und eine der wenigen, die ein starkes Bevölkerungswachstum aufweist — im Gegensatz zur großen Mehrheit, die zum Teil unter starker Abwanderung leidet.  
Während vor allem die Dörfer östlich des Dajtis und der Maja e Priskës noch sehr ländlich geprägt sind und nur über eine schwache Infrastruktur verfügen, hat in den Gebieten am Stadtrand von Tirana ein sehr starker Bauboom eingesetzt. Hier sind in einem früher kaum bewohnten Gebiet Dutzende von Apartmentblocks und im unteren Teil von Linza ein neues Zentrum der Gemeinde entstanden. Rund 58 % der Bewohner waren 2009 bei 12.000 Einwohnern (Angaben der Lokalverwaltung) aber noch immer in der Landwirtschaft tätig.
Die Landschaft der Gemeinde, aufsteigend aus der Ebene von Tirana mit einer Höhe von rund 100 m bis zum 1613 m ü. A. hohen Gipfel des Dajtis ist mit ihrem hügeligen bis gebirgigen Charakter sehr vielfältig, oft noch bewaldet und über weite Gebiete als Nationalpark geschützt. Eine Gondelbahn führt in das Erholungsgebiet im Nationalpark hoch. In Linza finden sich entlang der Straße zum Dajti diverse Ausflugslokale und ein Hotel, von wo aus man einen guten Blick über Tirana hat. Diverse Areale am unteren Hang des Dajtis werden von der albanischen Armee genutzt.
Am Westhang des Dajtis auf rund 1200 m ü. A. finden sich die Überreste der Dajti-Burg, die im 4. Jahrhundert errichtet wurde und eine Kontrolle über weite Gebiete erlaubte. Eine weitere Festung liegt am Nordwestfuß des Berges beim Dorf Tujan. Diese Burg stammt aus etwa der gleichen Zeit und kontrollierte die durch die Schlucht des Tirana-Flusses führende Straße nach Osten.

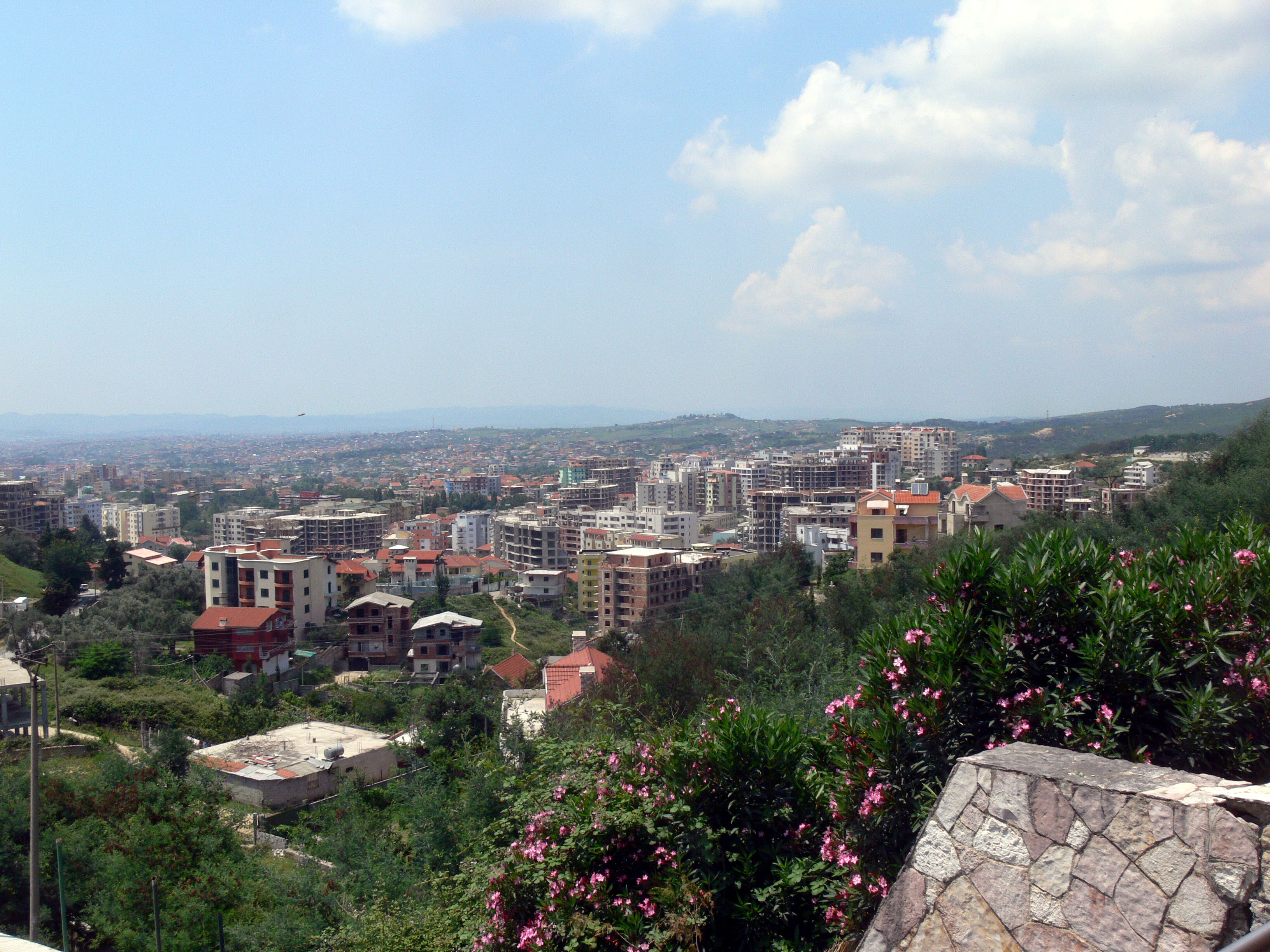
Neubauten bei Linza
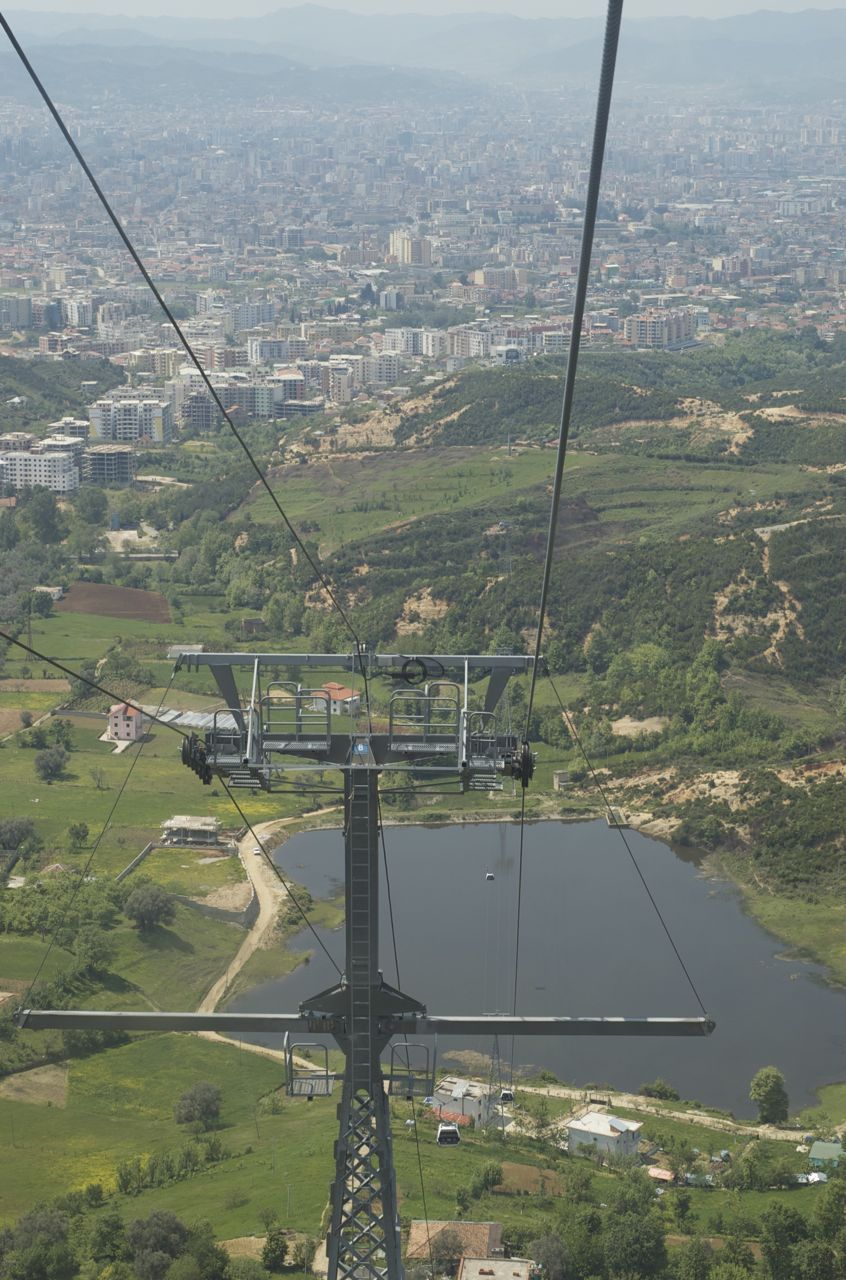
Neubauten, im Hintergrund Tirana
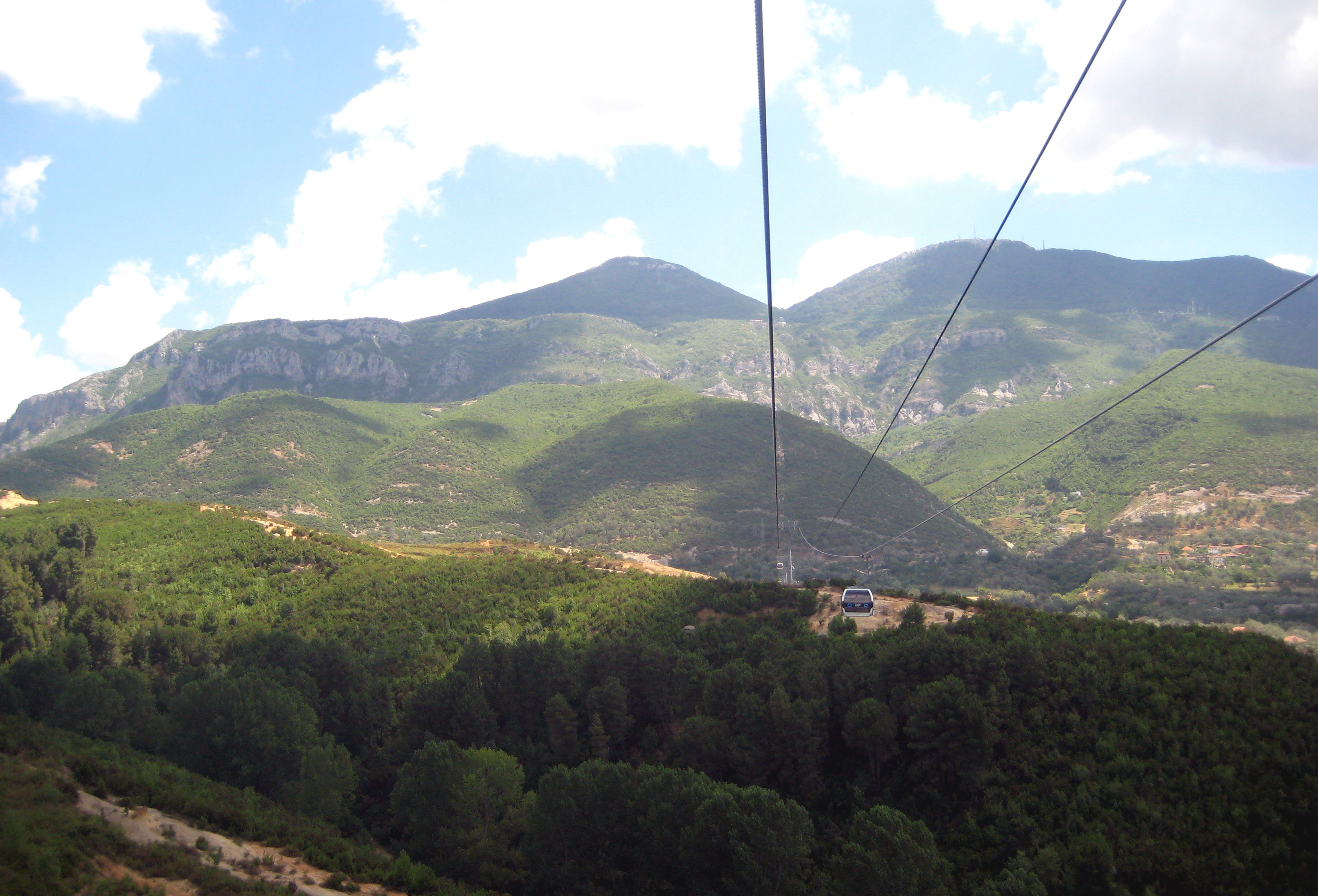
Dajti und Luftseilbahn Dajti Ekspress
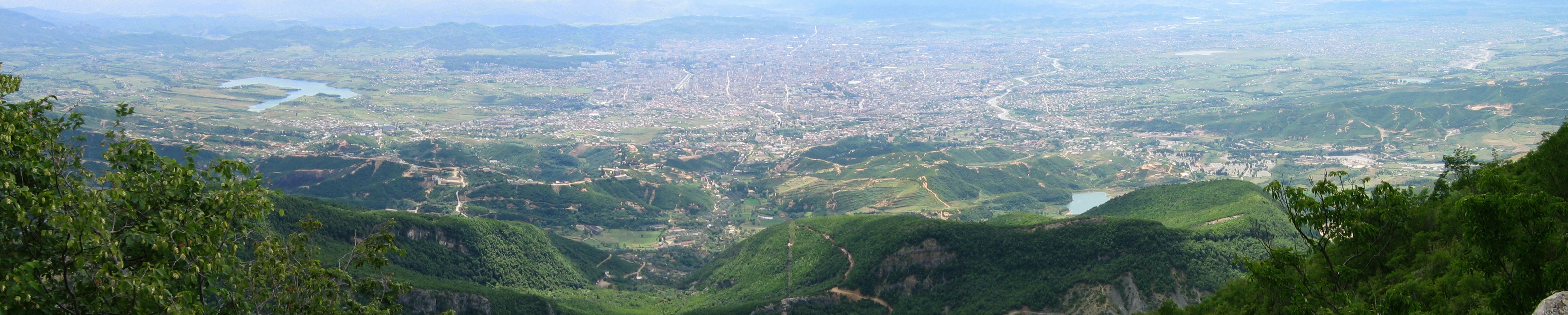
Panorama vom Dajti mit weiten Gebieten der Gemeinde am unteren Bildrand, dahinter Tirana